# Messe Düsseldorf
Messe Düsseldorf is een gebouwencomplex voor, en organisator van grootschalige evenementen in de Duitse stad Düsseldorf.
Het bedrijf heeft wereldwijd 1.459 werknemers (2006) en een totale oppervlakte in Düsseldorf van 306.000 m2 (waarvan 262.700 m2 overdekt). Jaarlijks worden er in Düsseldorf circa 40 handelsbeurzen georganiseerd in diverse economische sectoren.
De huidige Messe Düsseldorf GmbH werd in 1947 opgericht als Nordwestdeutsche Ausstellungsgesellschaft mbH (NOWEA). In 1971 betrok de Messe het nieuwgebouwde evenementencomplex in Stockum, vlak bij Flughafen Düsseldorf en de ESPRIT arena.
Messe Düsseldorf is met de Stadtbahn van Düsseldorf te bereiken via de stations ESPRIT arena/Messe Nord en Messe Ost/Stockumer Kirchstr.

## Bekende evenementen
- Finale Davis Cup (1993)
- Wereldkampioenschappen tafeltennis (2017)